# Nong Khai

Sao Lak Mueang

Nong Khai (auch: Nong Kai, in Thai หนองคาย) ist eine Stadt in der thailändischen Provinz Nong Khai. Sie ist die Hauptstadt der Provinz Nong Khai und die Hauptstadt des Landkreises (Amphoe) Mueang Nong Khai.
Die Stadt Nong Khai (เทศบาลเมืองหนองคาย – Thesaban Mueang Nong Khai) hat 47.524 Einwohner (Stand 2012).

## Lage
Nong Khai liegt in der Nordostregion von Thailand, dem Isan.
Nong Khai ist eine Stadt am Ufer des Mekong, direkt an der Grenze zu Laos. Nach Bangkok sind es etwa 620 km; die Entfernung zu Vientiane, der Hauptstadt von Laos, beträgt 24 km. Über die 1994 eröffnete (erste) Thailändisch-Laotische Freundschaftsbrücke besteht eine Bahn- und Straßenverbindung zu Laos. Der nächstgelegene inländische Flughafen ist in Udon Thani.

## Wirtschaft
Die wichtigsten Produkte aus der Landwirtschaft des Umlandes sind Tabak, Rinder, Wasserbüffel, Seide und Tapioka.
Der Wirtschaftsboom während des Baus der Thailändisch-Laotischen Freundschaftsbrücke zwischen 1991 und 1994 ist im Zuge der allgemeinen Wirtschaftskrise in Südostasien verpufft. Der Handel mit Laos floriert, wird jedoch durch Zollvorschriften behindert. Der geduldete zollfreie Handel über Märkte an den Ufern des Mekong wurde in den 2000er-Jahren von der thailändischen Regierung stark eingeschränkt, um den Drogenhandel zu bekämpfen.
Die Stadt mit französischen, laotischen und vietnamesischen Einflüssen ist ein beliebtes Ziel inländischer und ausländischer Touristen, ebenso geschätzt ist sie bei westlichen Rentnern als ruhiges und gemütliches Domizil in beschaulicher Atmosphäre. „Retirement America“ setzte Nong Khai in der Liste der weltweit besten Ziele für Ruheständler einmal sogar auf Platz 7.

## Verkehr
Nong Khai besitzt einen Bahnhof, in dem die Bahnstrecke Nakhon Ratchasima–Nong Khai endet, die die Verbindung nach Bangkok herstellt. Nach Norden führt von dort die Bahnstrecke Nong Khai–Vientiane nach Laos.

## Geschichte
Nong Khai war in seiner jahrhundertelangen Geschichte oft Gegenstand von Auseinandersetzungen zwischen Laos (Lan Chang) und Siam (Ayutthaya), später auch bedroht durch die französische Kolonialmacht. Im Französisch-Thailändischen Krieg griffen am 4. Januar 1941 französische Bomber u. a. auch  Nong Khai an. Die Einflüsse sind noch heute in Architektur und Lebensart erkennbar.

## Eindrücke von Nong Khai

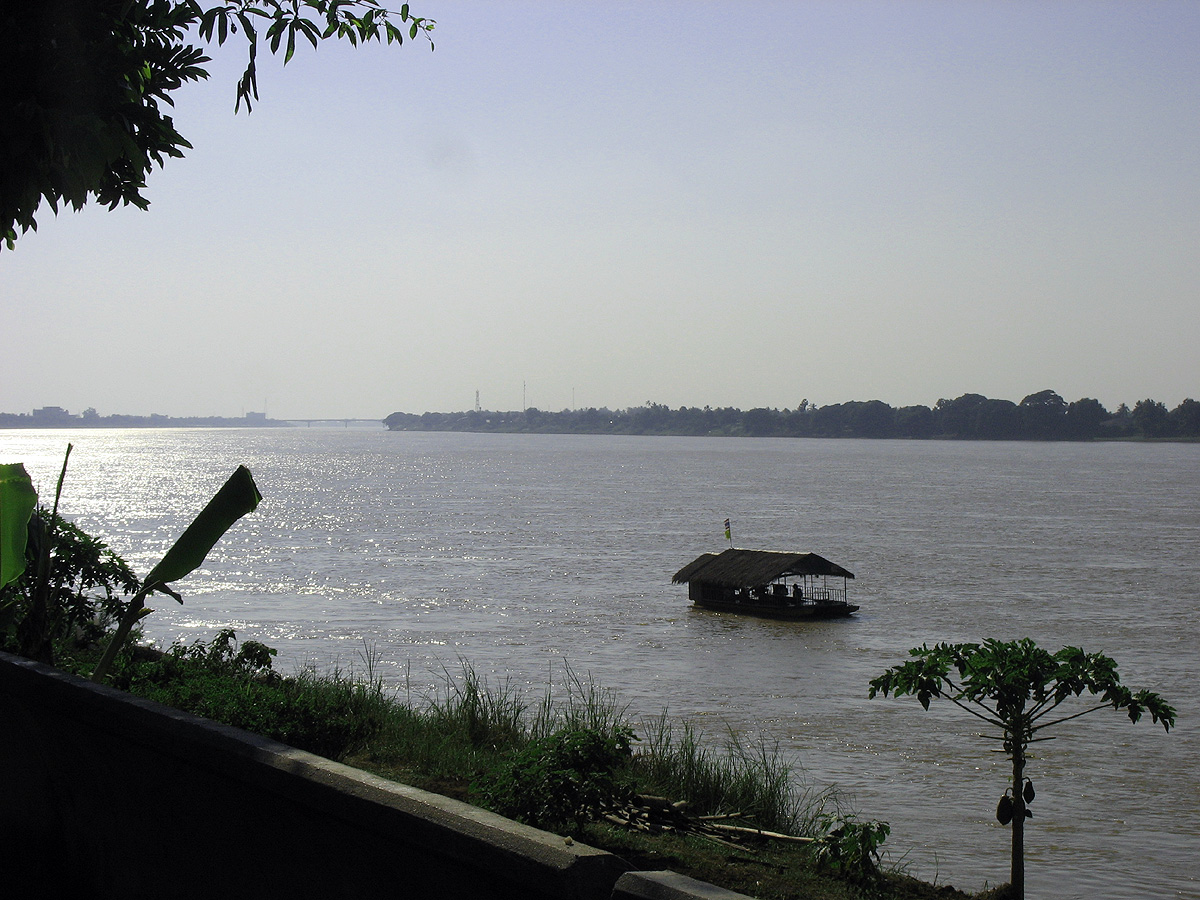
Uferpromenade flussaufwärts
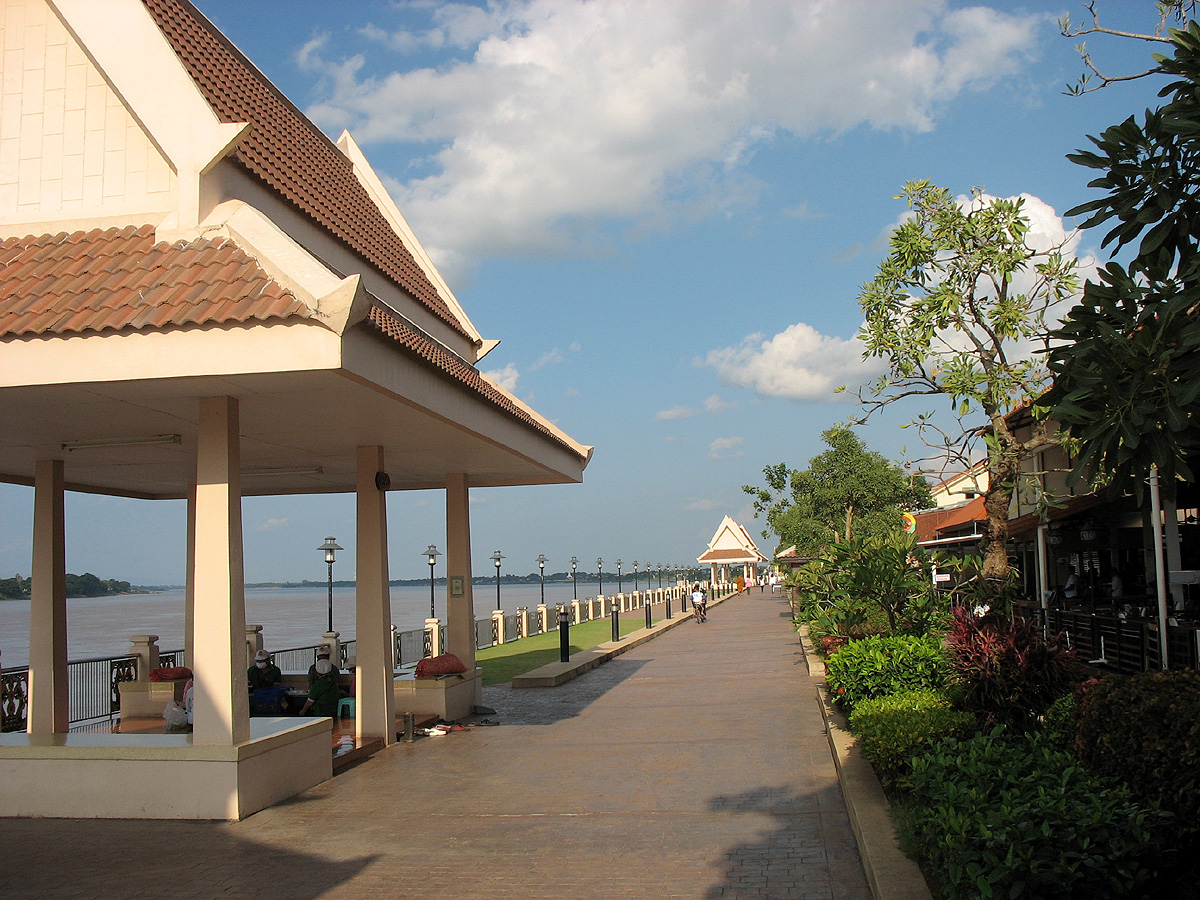
Uferpromenade flussabwärts
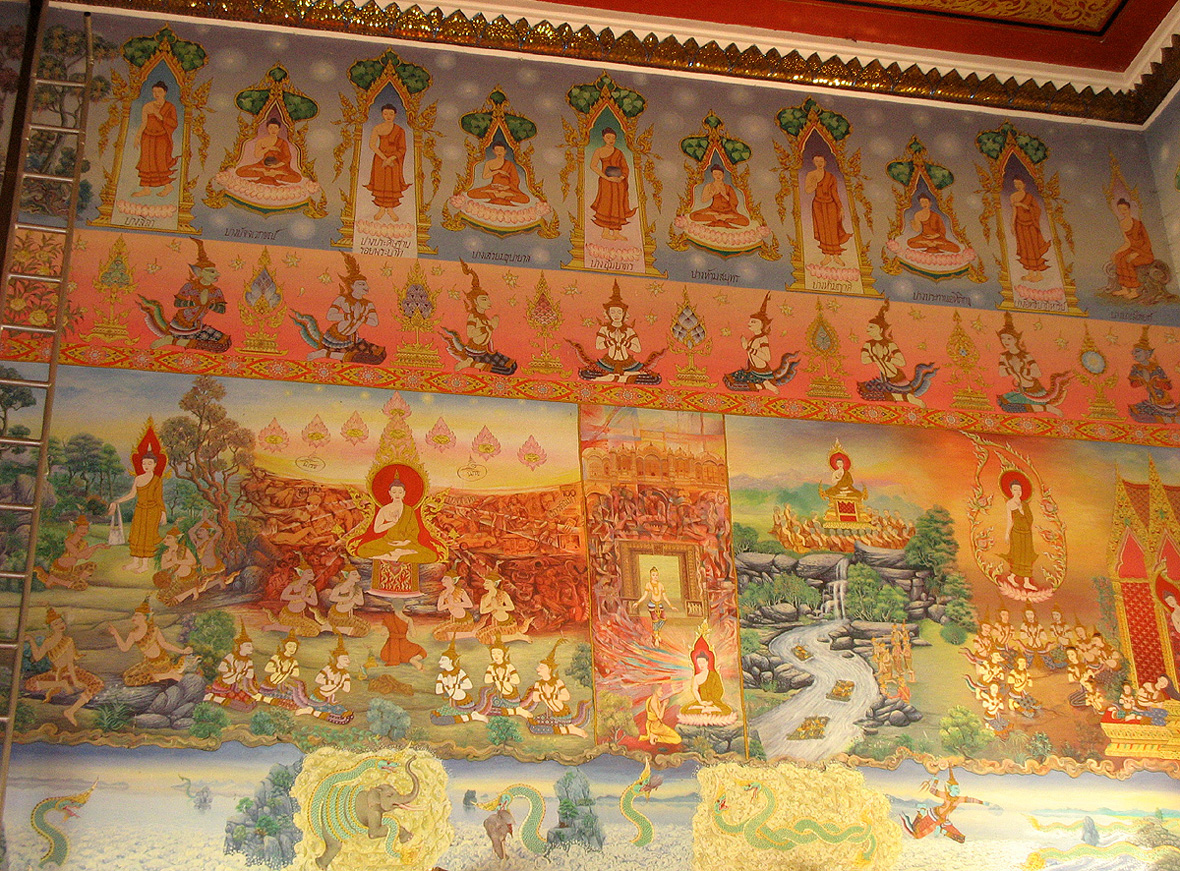
Wat Pho Chai
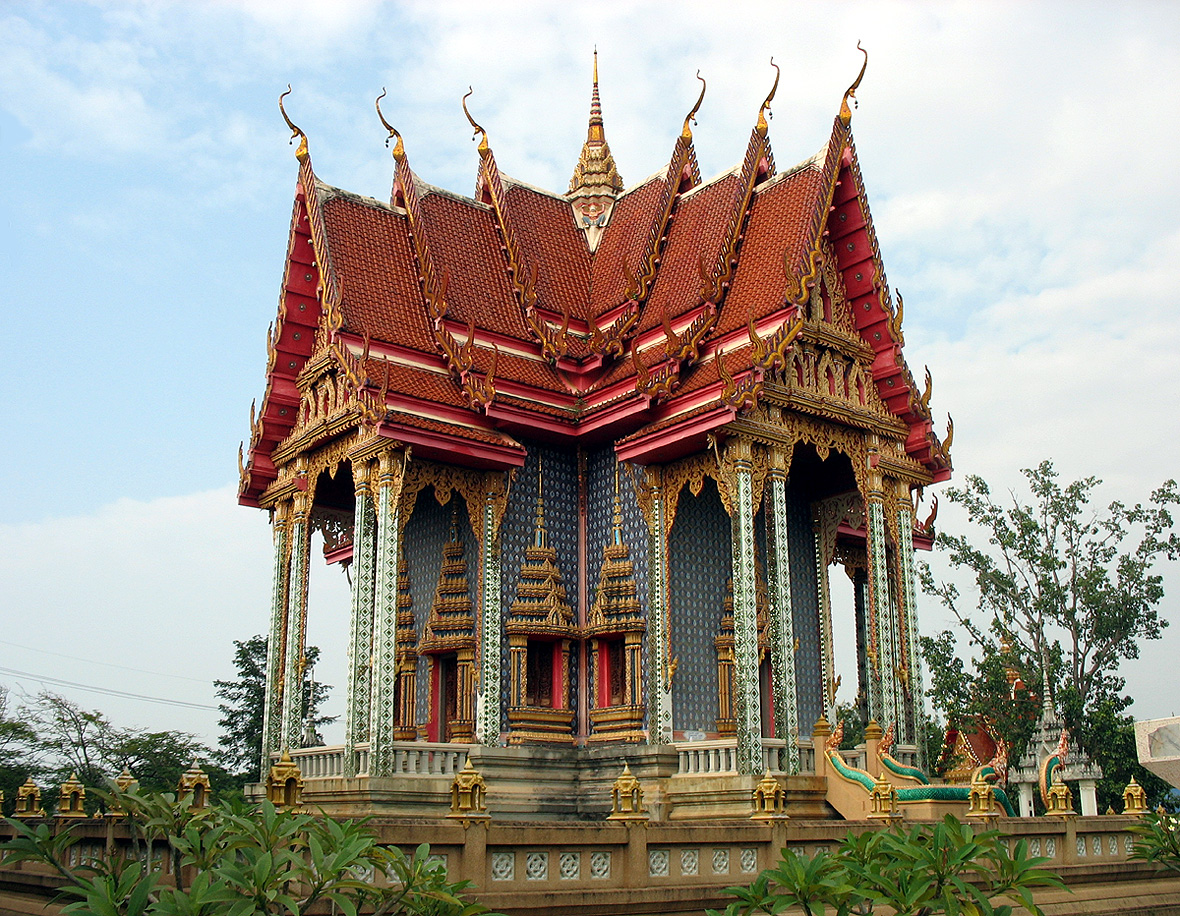
Wat Mee Sai Thung, Nong Khai
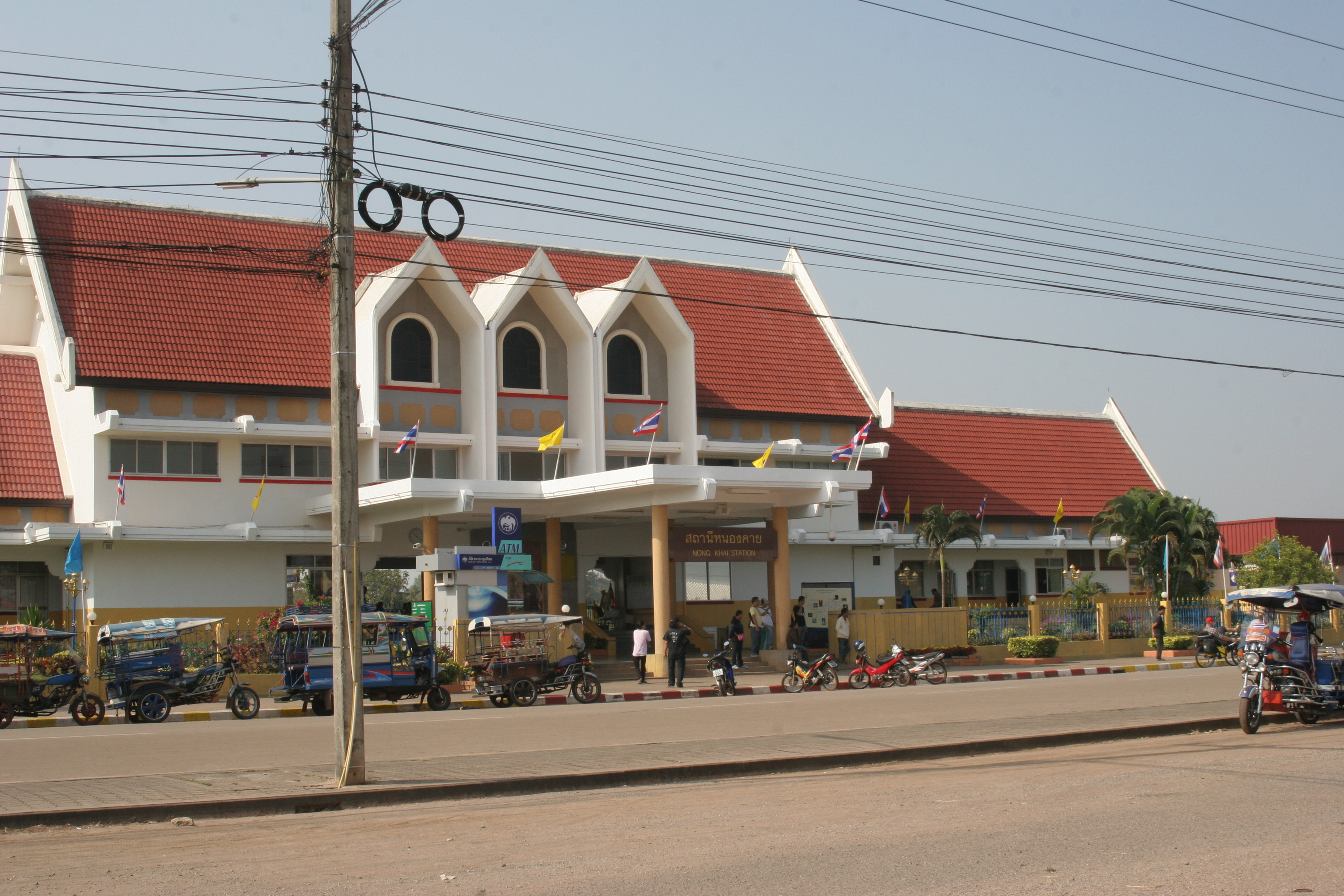
Bahnhof Nong Khai

## Sehenswürdigkeiten
- Französisches Viertel – aus der laotischen Kolonialzeit hat sich die Atmosphäre der Straßencafés und Einzelhändler bis heute erhalten.
- Wat Pho Chai – die goldene Buddha-Statue (Höhe etwa 1,50 Meter) heißt Luang Phra Sai; Wandfresken erzählen die abenteuerliche Geschichte der Buddha-Statue des Tempels: König Puttha Yotfa Chulalok (Rama I.) wollte sie aus Vientiane nach Bangkok holen, wobei das Boot auf dem Mekong versank und die Statue erst Jahre später bei niedrigem Wasserstand des Mekong wieder sichtbar wurde.
- Wat Phra That – laotische Architektur, vermutlich 2000 Jahre alt und von indischen Mönchen errichtet (etwa 20–30 km außerhalb der Stadt)
- Wat Putau Gong Maa – chinesischer Tempel mit Tierstatuen und bunten Drachen.
- Wat Mee Sai Thung – (am Stadtrand in Richtung Freundschaftsbrücke)
- Mekong-Uferpromenade mit Blick nach Laos, mehreren Gasthäusern, Restaurants, Bars, Boutiquen und Tempeln (der größte ist Wat Lamduen), an deren Ende flussabwärts ein Chedi steht. Die Beleuchtung der Promenade wurde von der EU u. a. mitfinanziert.
- Phra That Nong Khai – der Kern eines großen 1849 im Mekong versunkenen Chedi (gegenüber dem Chedi am Ende der Uferpromenade, nur in der trockenen und heißen Jahreszeit bei niedrigem Wasserstand sichtbar).
- Sao Lak Mueang – Weihestätte für die guten Geister, welche die Stadt beschützen.
- Thailändisch-Laotische Freundschaftsbrücke – 1774 Meter lange Brücke über den Mekong, die Laos mit Thailand verbindet.
- Prap Ho Denkmal – vor dem Rathaus zum Andenken an die Niederschlagung des Aufstandes der Ho im Jahre 1886 errichtet.
- Sala Kaeo Ku – eine Parkanlage mit über 100 riesigen Buddha-Statuen und anderen Skulpturen aus dem religiösen Themenkreis.
- Indochina Markt Tha Sadet – ein interessanter, überdachter Markt am Ufer des Mekong. Waren aus Thailand, Laos, Vietnam und China werden hier angeboten.
- Raketenfest – findet während des Vollmondes im Juli statt
- Naturerlebnis auf dem Mekong – per Bootsfahrt ab Tha Sadet
- Naga-Feuerbälle – Dieses Fest findet im  Oktober statt. Es zelebriert das Ende der Regenzeit und Buddhas Rückkehr aus dem „Tavatimsa-Himmel“. Außerdem ist ein seltenes und nicht erforschtes Naturphänomen zu beobachten, indem bei Vollmond kleine Feuerbälle aus dem Mekong aufsteigen. Eine Sage erzählt, dass die Nagas (Wassergeister in Form von Schlangen) sich so über die Rückkehr Buddhas freuen, dass sie zur Begrüßung Feuerbälle aus dem Mekong spucken. Das Phänomen ist noch nicht untersucht worden, die Ursache der Leuchterscheinungen ist unklar. Man geht davon aus, dass sich während der Regenzeit Faulgase im Flussbett des Mekong sammeln, die dann im Oktober gegen Ende der Regenzeit – ausgelöst durch den Vollmond – aufsteigen und sich ähnlich den Irrlichtern bei Sauerstoffkontakt entzünden. Dies ist jedoch nicht in Provinzhauptstadt Nong Khai selber zu sehen, sondern einige Kilometer außerhalb in einigen anderen Amphoes flussauf- und flussabwärts, besonders in Phon Phisai.

## Persönlichkeiten
- Nattawut Chootiwat (* 1999), Fußballspieler
- Sarawut Masuk (* 1990), Fußballspieler
- Ampai Mutaporn (* 1985), Fußballspieler
- Tanachai Noorach (* 1992), Fußballspieler
- Jakkapan Pornsai (* 1987), Fußballspieler
- Thanongsak Prajakkata (* 1976), Fußballspieler
- Sarun Promkaew (* 1982), Fußballspieler
- Kunchit Senyasaen (* 1993), Fußballspieler